# Especie extinta en estado silvestre

La categoría de "Extinto en Estado Silvestre" en la versión 3.1 de 2008 de la Lista Roja de la UICN.

Una especie se considera extinta en estado silvestre, extinta en estado salvaje o extinta en la naturaleza (abreviado oficialmente como EW desde el nombre original en inglés, Extinct in the Wild) cuando los únicos miembros vivos de ella están mantenidos en cautiverio (en colecciones botánicas en caso de las plantas) o como especies naturalizadas excluidas de su estirpe histórica y completamente fuera de su distribución original.

La categoría de "Extinto en Estado Silvestre" en la versión 2.3 de 1994 de la Lista Roja de la UICN.

La asignación es otorgada dentro de la Lista Roja de especies amenazadas por la UICN. Se presume que un taxón está extinto en estado silvestre cuando, tras exhaustivos rastreos en su área de distribución histórica, no se ha detectado ningún individuo.
En la versión 2024 de la Lista Roja, se incluyen 36 taxones de animales y 45 de plantas en la categoría extinto en estado silvestre.

## Reintroducción

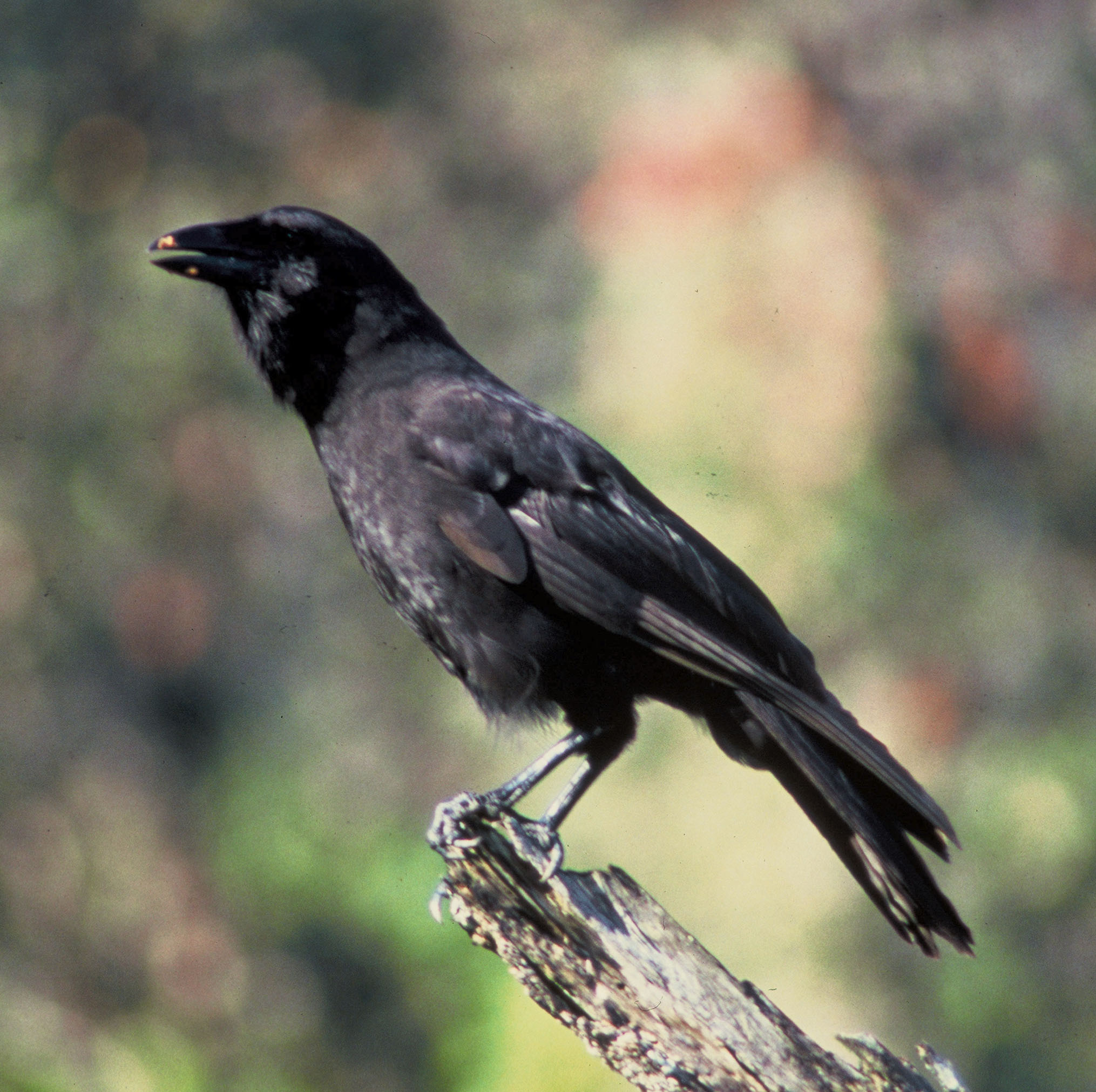
Corvus hawaiiensis. Esta especie está extinta en libertad. Antiguamente se encontraba solo en la isla de Hawái en los bosques montañosos.

La reintroducción de una especie consiste en su liberación deliberada en su hábitat natural, con el objeto de permitir la supervivencia en su estado original.
En muchas ocasiones la reintroducción de especies extintas en estado silvestre implica varias complicaciones, como puede ser las técnicas de supervivencia en el ambiente natural. Estas son traspasadas normalmente de los padres a sus descendientes, pero si los padres no están o se encuentran incapacitados, este traspaso no se realizará a los hijos. En otros términos, la genética de la especie puede mantenerse intacta, pero la memética natural de la especie podría estar perdida, por lo tanto el individuo tendría dificultades para adaptarse al nuevo ecosistema.